# Ammone geometra
Ammone, detto il Geometra (in greco antico: Ἄμμων?; fl. IV secolo), è stato un matematico e ingegnere romano.

## Biografia
Geometra di origine greca, visse nel IV secolo d.C. Ammone è noto per aver misurato le mura di Roma, prima dell'invasione dei Goti di Alarico, culminata con il Sacco di Roma del 410: in quell'occasione, trovò che la cinta muraria dell'Urbe aveva una lunghezza di 21 miglia.